# Oxalis gigantea
Oxalis gigantea ist eine Pflanzenart aus der Gattung Sauerklee (Oxalis) in der Familie der Sauerkleegewächse (Oxalidaceae).

## Beschreibung

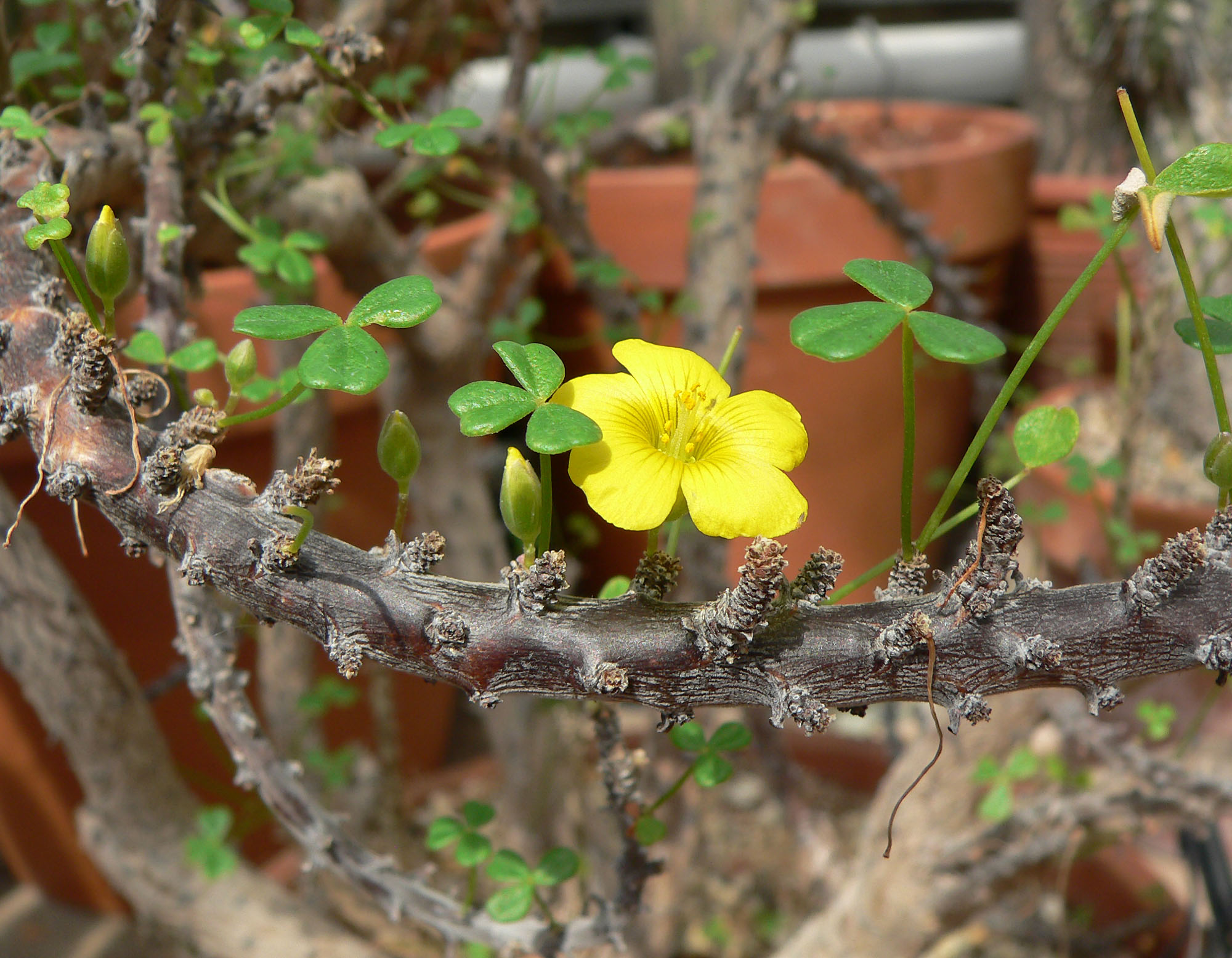
Oxalis gigantea

Oxalis gigantea ist ein aufrecht wachsender Strauch, der meist bis zu 2,5 m hoch wird, in Einzelfällen aber auch Wuchshöhen von 5 bis 6 m erreicht. Die Stängel haben einen Durchmesser von 2,5 bis 5 cm, sie sind aufrecht stehend bis geschwungen oder herabhängend. Sie sind blass braun, mit einer Vielzahl von spornartigen Kurztrieben besetzt und zunächst fein behaart, später verholzend und eine dunkelgraue bis fast schwarze Rinde bekommend. Die vielen, kleinen Laubblätter sind fleischig, dreiteilig und treten in unterschiedlichen Größen auf. Die Teilblätter werden 3,5 bis 7 (selten bis 14) mm lang, sind ganzrandig, umgekehrt herzförmig und unbehaart. Sie sind leuchtend grün oder gelegentlich behaart.
Die Blütenstände bestehen aus einer einzelnen Blüte oder sind drei- bis sechsblütige, doldenartige Zymen. Die Blütenstiele werden bis zu 3 cm lang. Die Blüten haben einen Durchmesser von bis zu 2 cm und sind leuchtend gelb gefärbt. Die Kelchblätter sind ungleich geformt, nach vorn etwas stumpf, an der Spitze behaart, aber ansonsten unbehaart. Die Kronblätter sind eiförmig. Die Staubblätter sind an der Basis keilförmig, die fünf größeren sind behaart. Der Griffel ist behaart, der Fruchtknoten unbehaart.
Die Chromosomenzahl beträgt 2n = 18.

## Vorkommen
Die Art kommt in den chilenischen Regionen  Antofagasta bis Coquimbo vor und wächst dort hauptsächlich in küstennahen Wüsten. In Kultur befindet sich die Art etwa seit den 1930er Jahren.